# Astrid Varnay
Ibolyka Astrid Maria Varnay (ur. 25 kwietnia 1918 w Sztokholmie, zm. 4 września 2006 w Monachium) – amerykańska śpiewaczka pochodzenia szwedzkiego, sopran.

## Życiorys
Jej rodzice byli zawodowymi śpiewakami i przybyli do Szwecji z Austro-Węgier, w 1920 roku wyemigrowali wraz z córką do Stanów Zjednoczonych. Astrid początkowo uczyła się śpiewu od matki, następnie u Paula Althouse’a oraz u dyrygenta Hermanna Weigerta, którego w 1944 roku poślubiła. Zadebiutowała na scenie w 1941 roku w nowojorskiej Metropolitan Opera, zastępując niedysponowaną Lotte Lehmann w roli Zyglindy w Walkirii Richarda Wagnera. Z Metropolitan Opera była związana do 1956 roku i później ponownie w latach 1974–1976, ostatni raz wystąpiła tam w 1979 roku. W 1948 roku debiutowała w londyńskim Covent Garden Theatre, gdzie występowała do 1968 roku. W latach 1951–1968 występowała na festiwalach w Bayreuth.
Specjalizowała się w dziełach Richarda Wagnera, Richarda Straussa i Giuseppe Verdiego, w 1942 roku wzięła też udział w prapremierowym wykonaniu opery The Island God Gian Carlo Menottiego w roli Telei. W 1962 roku zrezygnowała z dramatycznych partii sopranowych i przekształciła swój głos w mezzosopran. Swoje występy utrwaliła na licznych nagraniach płytowych. Po raz ostatni wystąpiła publicznie w Monachium w 1995 roku w roli Niani w Borysie Godunowie Modesta Musorgskiego.
Odznaczona została bawarskim Orderem Maksymiliana (1981) oraz Orderem Zasługi Nadrenii Północnej-Westfalii (1993).